# Diemelsee
Diemelsee é um município da Alemanha, situado no distrito de Waldeck-Frankenberg, no estado de Hesse. Tem 121,7 km² de área, e sua população em 2019 foi estimada em 4.709 habitantes.